# Atašiene (stacja kolejowa)
Atašiene (ros. Аташиене) – stacja kolejowa w pobliżu miejscowości Atašiene, w gminie Krustpils, na Łotwie.